# FK Borac Banja Luka
Borac Banja Luka este un club profesionist de fotbal din Banja Luka, Bosnia și Herțegovina.

## Titluri
- Cupa Iugoslaviei:
  - Campioni (1): 1988

## Jucători notabili
| - Petar Ađanski - Dževad Agić-Agara - Zlatan Arnautović - Mensur Bajagilović - Zdravko Barišić - Zoran Batrović - Pašo Bećirbašić - Suad Beširević - Franko Bogdan - Drago Bogojević - Berislav Buković - Zeljko Buvač - Berislav Buković - Miloš Cetina - Vladimir Ćulafić - Fuad Đulić - Miodrag Đurđević - Husnija Fazlić - Nenad Gavrilović - Dragan Gugleta - Muhamed Ibrahimbegović-Fišer - Marjan Jantoljak - Emir Jusić - Slobodan Karalić - Adem Kasumović - Mladen Klobučar | - Tomislav Knez - Mirko Kokotović - Esad Komić - Abid Kovačević - Dževad Kreso - Hikmet Kušmić - Nenad Lazić - Zvonko Lipovac - Stojan Malbašić - Dragan Marjanović - Božur Matejić - Josip Pelc - Duško Radaković - Izet Redžepagić - Mirsad Sejdić - Zoran Smileski - Velimir Sombolac - Momčilo-Bobi Spasojević - Borče Sredojević - Dragoslav Sredojević - Damir Špica - Suad Švraka - Mile Tomljenović - Zvonko Vidačak - Milan Vukelja |